# JNTHED
JNTHED（ジェイエヌティーヘッド、1980年 - ）は日本のアーティスト、イラストレーター、デザイナー。ジェヌ、JNT（ジェイエヌティー）の名義を用いることもある。元カイカイキキ所属、東京在住。

## 人物
デザイナー、グラフィッカーとして2000年から2010年までコナミデジタルエンタテインメント小島プロダクションに在籍。その後カイカイキキ所属のアーティストとして活動後、独立。イラストレーター、デザイナーとして活動している。

## 経歴

### イラスト
- pixiv年鑑2009
- pixiv girls collection future to future
- pixiv年鑑2010
- Quarterly pixiv vol.02
- はーどうぇあ・がーるず
- JAXA共創プログラム「SPACE FOODSPHERE」：キービジュアル

### ゲーム
- Z.O.E ADA起動シーンムービー制作
- メタルギア ゴーストバベル ステージセレクト画面ドット絵
- メタルギアソリッド2 2Dディレクション / メニューグラフィックデザイン / デモシーン絵コンテ / 解説書コミック
- ボクらの太陽 ガジェットデザイン / 販促用コミック / キャラクターイラスト / ドット絵
- 続・ボクらの太陽 ガジェットデザイン / キャラクターデザイン / イメージイラスト / ドット絵
- メタルギアソリッド3 解説書コミック
- メタルギアアシッド メカニックデザイン
- メタルギアアシッド2 メニューグラフィックデザイン / メカニックデザイン / ホームページデザイン / 販促用コミック絵コンテ
- メタルギアソリッド ポータブル・オプス メカニックデザイン / メニューグラフィックコンセプト
- メタルギアソリッド4 ガジェットデザイン / ステージオブジェクトデザイン / 2Dデモムービーカラー監修 / 解説書コミック絵コンテ
- メタルギアソリッド　ピースウォーカー メカデザインアシスト / 2Dワークアシスト
- アークナイツ　武器デザイン協力
- VOIDCRISIS　メカニックデザイン

### カードゲーム
- 遊☆戯☆王オフィシャルカードゲーム - アヌビスの呪い

### CDジャケット
- Groovetune『5xRxEx』
- Groovetune『Reflection of Systems』
- Satoshi Imano vs Groovetune『Voszap』

### アニメ
- スプリガン - プロダクションデザイン
- うる星やつら（2022年版） - メカニックデザイン
- 機動戦士ガンダム 水星の魔女 - メカニックデザイン、第1話エンドカード

### テレビ
- NHK Eテレ「天才てれびくんhello,」 - 電キャデザイン

### 展覧会
- キレジェットラム創膏（2006年 デザインフェスタギャラリー）
- pixiv FESTA Vol.1（2009年　デザインフェスタギャラリー）
- pixiv FESTA Vol.2（2009年　デザインフェスタギャラリー）
- 解体されるキャラ（2009年　apmg）
- コミックアートフェスタ010（2010年　HEP HALL）
- 【新しい】カオス*ラウンジ【自然】（2010年　高橋コレクション日比谷）[4]
- pixiv×Kaikai Kiki Gallery 「SNOW MIKU forSAPPORO 2011」（2011年　nORBESA）
- 日本画を考える展覧会 第2部 日本画ZERO <日本画>改め、＜日本マンガ式絵画科＞誕生!（2011年　Hidari Zingaro）
- The Volta Show: VOLTA7（2011年　Dreispitzhalle）
- バイバイGAME（2011年　Kaikai Kiki Gallery）
- Art Platform – Los Angeles（2011年　L.A. Mart）
- 劣化ノスゝメ “On Anti Anti-Aging”（2015年 Hidari Zingaro）

## 関連
- huke - チームフルメカ